# Роман Фішер
Роман Фішер (нім. Roman Fischer, 3 серпня 1915) — австрійський та німецький фехтувальник-рапірист, призер чемпіонату світу.

## Біографія
Народився в 1915 році в Відні. У 1934 і 1935 роках займав 2-і місця на чемпіонаті Австрії. У 1936 році зайняв 3-є місце на чемпіонаті Австрії, а також взяв участь у змаганнях з фехтування на шпагах і рапірах на Олімпійських іграх у Берліні, але невдало. В 1937 році виграв чемпіонат Австрії, і став бронзовим призером чемпіонату світу.
Після аншлюса Австрії Німеччиною вступив у СС. У 1938 році виграв чемпіонат Німеччини.